# Probatio pennae

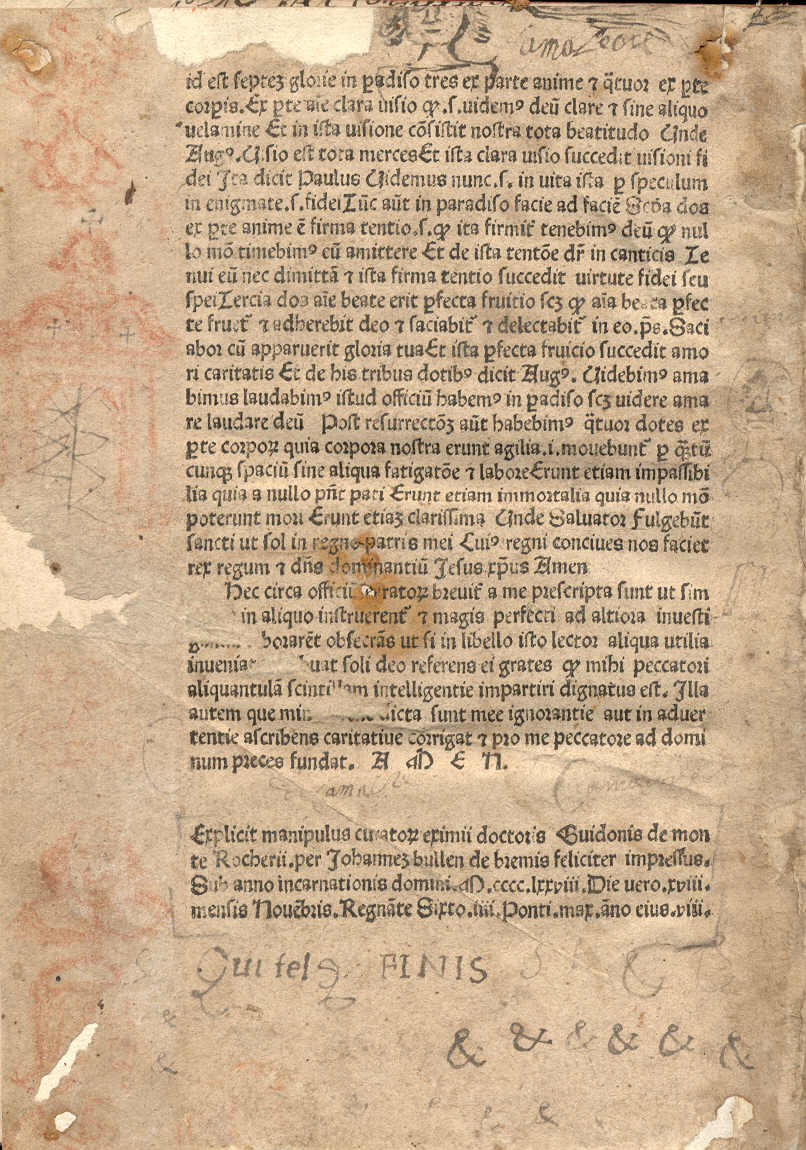
Randzeichnungen und Federproben auf dem letzten Blatt einer Inkunabel

Als Probatio pennae, eine Federprobe, bezeichnet man die handschriftlichen Spuren, die ein Schreiber beim Üben mit Feder und Tinte hinterlassen hat. Derartige Spuren finden sich nicht selten in alten Manuskripten oder auch als Marginalien an den unbedruckten Rändern früher Druckwerke sowie auf deren unbedruckten Seiten und Vorsätzen.
Meistens probierten die Schreiber den Schwung der Feder mit den Wörtern und Zeichen aus, die sie in ihrem Manuskript benötigten; in einigen Fällen wurden auch literarische Zeugnisse durch eine derartige Fingerübung überliefert, so zum Beispiel einige Verse aus dem Armen Heinrich des Hartmann von Aue. Die 1932 in England entdeckte und ein Jahr später erstmals wissenschaftlich beschriebene Federprobe Hebban olla vogala gilt als das früheste erhaltene schriftliche Zeugnis der altniederländischen Sprache.